# 美德

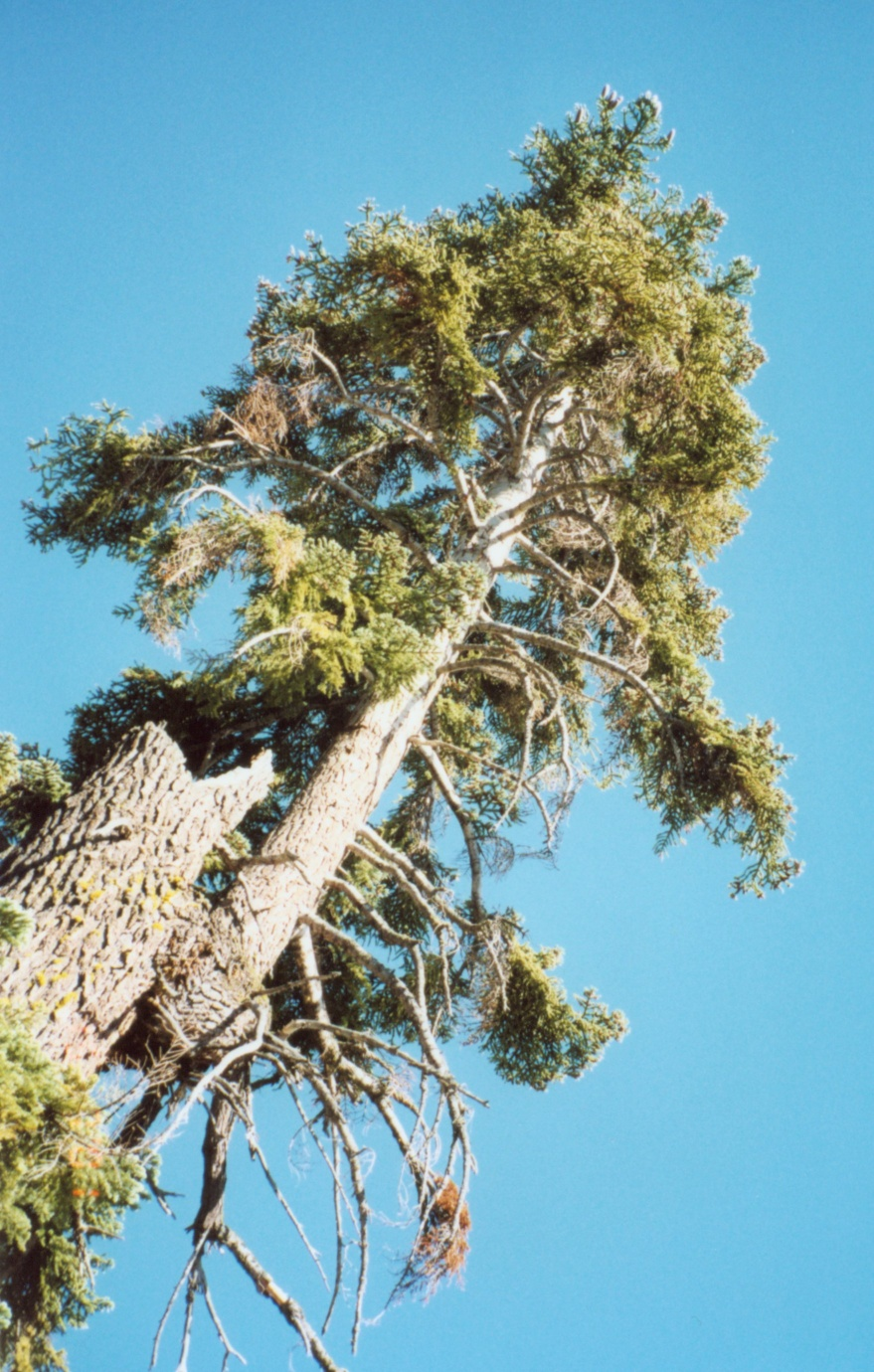
不屈不撓
上天有好生之德

美德（拉丁语virtus，古希腊语：ἀρετή “arete”，英語：virtue）是道德上的卓越。 美德被认为是善在道德上体现出来的特质或者品质，因此美德被视为美好原则和道德的基础。 个人美德被视为是促进和实现集体以及个人伟大的特性。 
源自于柏拉图的四个经典的基本美德（枢德）是：节制，审慎，勇气和正义。 
美德指美好的品德，優良的品質、情操和行為，是每一個人都應該培養的優點。一個富有美德的人，是一個有氣質的人，被稱為有涵養，有內在美。

## 词义
優美的德性。
《史記·卷二十三·禮書》：「洋洋美德乎！宰制萬物，役使群眾，豈人力也哉？」
《魏書·卷五十·尉元傳》：「若不屈從高謨，復何以成其美德也。」

### 相反詞
劣行、惡習

## 美德分類
美德包含許多方面，有從正面列舉數算的，也有從負面描述的（不甚麼、不甚麼）。本文盡量嘗試從正面列舉，如誠實、勤奮、恭敬、節儉、端莊、愛心、準時、寬容、饒恕、和藹等。

### 中國和东亚儒家文化圈中的美德
- 孔子、孟子講忠、孝、仁、義、禮、智等。孟子談論四端說：「惻隱之心，仁之端也；羞惡之心，義之端也；辭讓之心，禮之端也；是非之心，智之端也。」《中庸》所講的三達德為智、仁、勇。
- 中国画裏的梅、蘭、竹、菊各被賦予了美德的象徵：梅代表堅毅、忍耐，蘭代表高雅、文靜，竹代表忠貞、正直、謙虛，菊代表真誠、樸素。
- 孔融讓梨的故事家喻戶曉，歌誦孔融對其哥哥謙讓的美德。

### 其它地区和文化中的美德

#### 古埃及时期
在古埃及文明中，马特（Maat）或马阿特（Ma'at）（发音被认为是 [muʔ.ʕat]）也会被拼写为māt或mayet，是古埃及的真理，平衡，秩序，法律，道德和正义的概念。马特也被人格化为一个女神，该女神掌管星星，季节，以及凡人们和神灵们的行为。在创世的时刻，神灵们从混乱中建立了宇宙的秩序。马特（意识形态）的对立面是伊斯菲特（Isfet），伊斯菲特象征着混乱，谎言和不正义。

#### 西方欧美地区
- 西方欧美世界所公認的四種傳統美德（枢德）為智慧、公正、勇氣和节制。
- 中世纪欧洲曾将道德等同于宗教信仰，认为离开了基督教就谈不上道德。基督教《聖經》中以信、望、愛為信徒的三大美德（超德）。天主教講的七美德為「樞德」與「超德」的集合：貞潔、节制、慷慨（英语：Charity_(virtue)）、勤勉（英语：Diligence）、忍耐、寬容和謙卑（英语：Humility）。

#### 伊斯兰教社会（主要分布于西亚、北非等地区）
- 伊斯蘭教所公認的四種傳統美德為智慧、善於交流、信用和智力。至今在许多伊斯兰教国家，人们认为离开了伊斯兰教就谈不上道德。

#### 印度
- 印度：诚实、勇氣、服务、自我控制、非暴力